# Sự đồng trinh của Maria

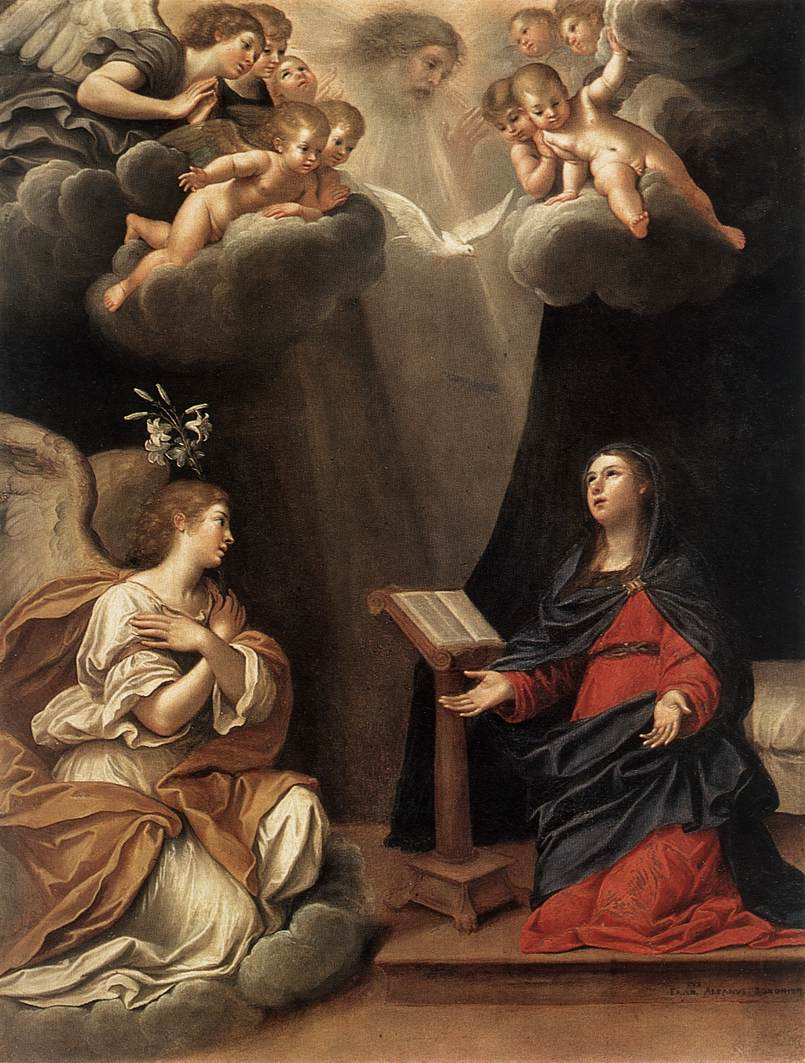
Hình vẽ bởi Francesco Albani. "Làm sao tôi biết điều này xảy ra thế nào, vì tôi không biết đến người nam?", Luke 1:34

Sự đồng trinh của Đức Mẹ Maria hay Maria đồng trinh là một tín điều dạy rằng mẹ của Đức Giêsu mãi mãi đồng trinh. Đó là sự đồng trinh trong cả ba giai đoạn: Thụ thai không có sự cộng tác của nam giới, sinh con mà vẫn còn nguyên vẹn, sau khi sinh vẫn còn đồng trinh.
Niềm tin này đã được đưa vào trong mọi bản tuyên xưng đức tin từ cổ xưa. Theo một bản văn có từ đầu thế kỷ thứ 2, người ta đọc thấy kinh Tin Kính của các Tông đồ tuyên xưng rằng: "Đức Giêsu Kitô...bởi phép Đức Chúa Thành Thần mà Người xuống thai, sinh bởi bà Maria đồng trinh". Nền tảng Kinh thánh của tín điều này có thể bắt nguồn từ lời trích trong sách Isaia (7,14) đã được Mátthêu áp dụng cho Đức Maria: "Vì thế, chính Đức Chúa sẽ ban một dấu chỉ. Này đây một trinh nữ sẽ thụ thai và sinh một con trai đặt tên là Emmanuen nghĩa là "Thiên chúa ở cùng chúng ta"."
Các giáo phụ thời kỳ đầu của Kitô giáo đã công nhận rằng Đức Kitô được thụ thai đồng trinh. Khoảng cuối thế kỷ I, Ignatiô thành Antiokia nói rằng: "Đức Giêsu "thật sự được sinh ra do một trinh tử". Tiếp sau đó là Justinô (100-165). Các tác giả của Hội thánh Công giáo đã nhất trí bênh vực cách giải thích lời sấm của Isaia theo chiều hướng Mêsia vừa nói đã được Mátthêu và Luca hiểu là chính Đức Giêsu.
Truyền thống Kitô giáo còn cho rằng chẳng những Đức Maria mang thai không cần sự giao hợp thể xác, mà trong khi sinh Đức Kitô, sự trinh nguyên của Đức Mẹ về mặt thể lý vẫn không bị hề hấn gì. Khi tu sĩ Jovinianô (chết năm 405) khởi xướng quan điểm cho rằng "Maria đã mang thai nhưng không sinh con", lập tức ông đã bị Thượng hội đồng ở Milan (390) do Thánh Ambrosiô chủ tọa kết án.
Đức Maria vẫn còn nguyên vẹn khi sinh Đức Giêsu hàm chứa trong tước hiệu Maria "trọn đời đồng trinh" đã được Pope Martin I tại Công đồng Lateran I (649) công bố là tín điều. Các học giả như Ambrosiô, Augustinô và Hieronimô không đi vào những chi tiết sinh lý học mà chỉ dùng những kiểu nói loại suy để diễn tả chân lý ấy: Đức Kitô đã xuất hiện từ một ngôi mộ đã niêm phong, Đức Kitô đi qua cửa đóng then cài, Đức Kitô như ánh sáng xuyên qua cửa kính, Đức Kitô như tư duy loài người xuất khỏi tâm trí.
Giáo lý Đức Maria vẫn còn đồng trinh sau khi đã sinh hạ Đức Kitô "post partum" đã bị Tertulianô và Jovinianô lên tiếng phản đối, nhưng đã được các Giáp phụ chính thống bảo vệ. Từ thế kỷ 4 trở đi, những kiểu nói như của Augustinô đã trở nên quen thuộc: "Đức Maria trinh nữ mang thai, Đức Maria trinh nữ hạ sinh, Đức Maria trinh nữ trọn đời".